# Seattle Sea Dragons
I Seattle Sea Dragons sono una franchigia professionistica di football americano con sede a Seattle, Washington, che gioca nella X Football League dalla stagione 2020. La franchigia disputa le sue gare al CenturyLink Field.
Seattle si unì a New York, Dallas, Houston, Los Angeles, St. Louis, Tampa Bay e Washington, D.C. quali città inaugurali della lega. Le squadre hanno un roster di 40 giocatori attivi e disputano una stagione regolare da 10 partite. Vince McMahon, proprietario della lega, ha affermato "il gioco vedrà delle regole semplificate per velocizzare le partite che dovrebbero concludersi in meno di tre ore".
I Seattle Dragons hanno iniziato a giocare l'8 febbraio 2020, una settimana dopo il Super Bowl LIV, ed hanno ospitato la loro prima gara interna il 15 febbraio 2020.
Il 2023 partecipavano alla seconda edizione della XFL cambiando il nome in Seattle Sea Dragons

## Storia
Sette delle otto squadre inaugurali assegnate da Vince McMahon sono localizzate in città che hanno già una franchigia della NFL. I Dragons condividono il CenturyLink Field con i Seattle Seahawks della NFL e i Seattle Sounders FC della MLS. 
Il capo-allenatore dei Seattle Seahawks Pete Carroll disse di "non preoccupari" del fatto che XFL avrebbe ospitato una squadra a Seattle e "infatti...Seattle accoglierebbe la nuova lega a braccia aperte."
L'ex quarterback dei Seahawks Jim Zorn, che era stato il primo quarterback della storia dei Seahawks, fu nominato primo allenatore della squadra il 25 febbraio 2019.
Il 27 giugno, l'USPTO che Alpha Entertainment, proprietaria della lega, aveva registrato tra i suoi marchi i nomi Seattle Dragons, Seattle Wild, Seattle Fury, Seattle Surge e Seattle Force. Seattle Dragons fu annunciato come nome ufficiale il 21 agosto. Il logo e le uniformi furono svelati il 3 dicembre 2019. La prima partita si giocò l'8 febbraio 2020.